# Acacia scirpifolia
Acacia scirpifolia é uma espécie de leguminosa do gênero Acacia, pertencente à família Fabaceae.